# 龍紀 (唐)
龍紀（りゅうき）は、中国・唐の昭宗の治世で用いられた元号。889年。

## 西暦・干支との対照表
| 龍紀 | 元年  |
| 西暦 | 889年 |
| 干支 | 己酉  |